# Асмолов Іван Никифорович
Іван Никифорович Асмолов (1905—1943) — старший лейтенант Робітничо-селянської Червоної армії, учасник Другої світової війни, Герой Радянського Союзу (1944).

## Біографія
Іван Асмолов народився 3 квітня 1905 року в селі Двірці (нині — Дзержинський район Калузької області) в селянській родині.
Закінчив у 1935 році механічний технікум шляхів сполучення в Брянську, після чого працював техніком, вагонним майстром на Південно-Донецькій залізниці. У 1940 році вступив у ВКП(б).
У 1942 році призваний на службу в Робітничо-селянську Червону армію Троїцьким районним військовим комісаріатом Челябінської області. З того ж року — на фронтах Другої світової війни.
До осені 1943 року старший лейтенант Іван Асмолов був парторгом батальйону 465-го стрілецького полку 167-ї стрілецької дивізії 38-ї армії 1-го Українського фронту. Відзначився під час битви за Дніпро. У числі перших у своєму батальйоні Асмолов переправився через Дніпро в районі села Лютіж Вишгородського району Київської області. 6 листопада 1943 року відзначився під час боїв за визволення Києва. 20 листопада 1943 року загинув у бою. Похований у селі Мар'янівка Васильківського району Київської області.
Указом Президії Верховної Ради СРСР від 10 січня 1944 року старший лейтенант Іван Асмолов посмертно удостоєний високого звання Героя Радянського Союзу.
Також нагороджений орденом Червоної Зірки.

## Пам'ять
В місті Жмеринка Вінницької області встановлена меморіальна дошка в пам'ять про Асмолова, а одна з вулиць міста названа на його честь.